# Mel Schacher
Mel Schacher (Flint, Michigan, 8 de abril de 1951) é um baixista americano, e membro original da banda Grand Funk Railroad.